# Podravje (Weinbauregion)

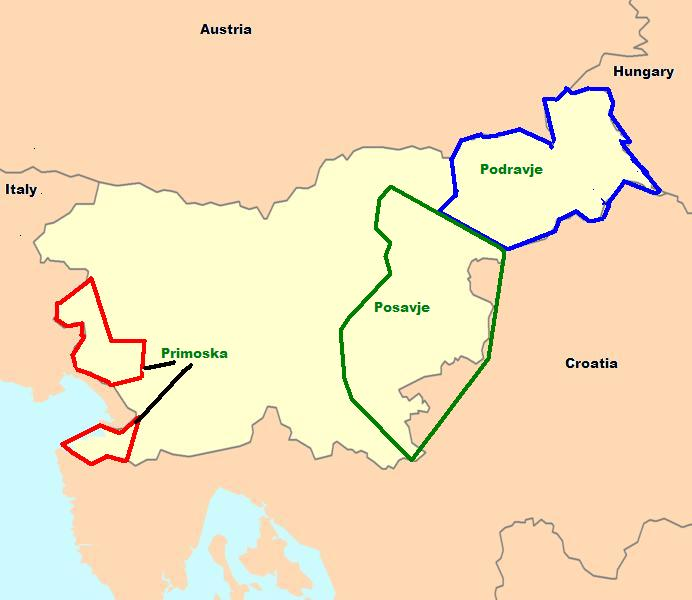
Die drei Weinbauregionen in Slowenien

Die Weinbauregion Podravje (Draugebiet) (etwa 10.000 ha) ist die größte der drei Weinbauregionen in Slowenien.
Podravje liegt zwischen den Flüssen Mura (Mur) und Drava (Drau) mit dem Weinbauzentrum Maribor. In dieser Stadt existiert ein angeblich 400 Jahre alter Rebstock. Im alten Stadtkern beginnt auch eine der bedeutendsten slowenischen Weinstraßen.
Die Region ist unterteilt in zwei Weinanbaugebiete
- Štajerska Slovenija und
- Prekmurje

## Weinanbaugebiet Štajerska Slovenija
Štajerska Slovenija / Slowenische Steiermark umfasst ein Weinanbaugebiet mit etwa 9000 ha in den Regionen Haloze, Ljutomer-Ormož, Maribor, Ptuj-Srednje Slovenske Gorice, Radgona-Kapela und Šmarje-Virštanj.
Der Bezirk ist bekannt für seine feinen, trockenen, aromatischen Weißweine aus Sauvignon Blanc, Riesling (Renski Rizling) Welschriesling (Laski Rizling), Pinot gris (Sivi Pinot) und Traminer (Tramince), sowie die regionale Spezialität Furmint (Šipon).
Interessante Klein-Klimazonen liegen um die Gemeinden Jeruzalem (Kog, Lahonci), Svecina (Gemeinde Kungota) an der österreichischen Grenze, Plitvički Vrh bei Gornja Radgona und Meranovo bei Maribor.

## Weinanbaugebiet Prekmurje
Prekmurje, das zweitkleinste Weinbaugebiet Sloweniens (etwa 1000 ha) und namensgleich mit der historischen Landschaft Prekmurje, liegt im äußersten Nordosten Sloweniens am linken Ufer der Mur. Weinbau existiert in den Hügellandschaften Lendavske Gorice und Goričko.
Da Prekmurje am Rande der warmen Pannonischen Tiefebene liegt, können die Weine aus diesem Bezirk vollmundig sein.
Weiße Rebsorten Sorten überwiegen stark. Außerdem bringt der regionale Blaufränkisch einige der besten slowenischen Rotweine hervor.